# Jour et Nuit (Simenon)
 (août 2014).
Jour et Nuit est une œuvre autobiographique de Georges Simenon, publiée pour la première fois en juin 1981 aux Presses de la Cité.
L'œuvre est dictée par Simenon à Lausanne, 12 avenue des Figuiers, du 30 avril au 27 mai 1979. Elle fait partie de ses Dictées.